# 草野武志
草野 武志（くさの たけし）は、日本のスポーツライター・トラックマン、中日新聞社記者。現在は中日スポーツ総局に所属し、競馬を担当。

## 人物
中日スポーツのトラックマンとして活動し、20世紀末からは「中スポ競馬ランド」の本誌予想を担当する。また、中日新聞系列のテレビ局である東海テレビ放送が制作している『KEIBA BEAT』にも解説者として出演している。
草野が有名になったきっかけは1996年のオークスで、◎（本命）エアグルーヴ、〇（対抗）ファイトガリバーの1点予想を試み馬連1480円を的中させ、翌日の中日スポーツ1面で的中が報じられた。
2003年には、光文社発行の雑誌『FLASH増刊 競馬の達人』で、日本全国の競馬記者・評論家50人によるトーナメントで優勝。このときも表彰式の模様が中日スポーツ1面で本人のカラー写真つきで報じられた。2012年には2月4日と5日の京都競馬の特別レース6戦をすべて的中させたが、そのうち5戦が万馬券であった。

## 主な出演番組
- 『エキサイティング競馬』→『DREAM競馬』→『KEIBA BEAT』（東海テレビ制作）
- 中央競馬中継（全レース・パドック中継・グリーンチャンネル）